# Jdeideh - Harharaya - Kattine
Jdeideh - Harharaya - Kattine è un comune (municipalité) del Libano situato nel distretto di Kisrawan, governatorato del Monte Libano.